# Сьвентослав (Влоцлавський повіт)
Сьвентослав (пол. Świętosław, нім. Schwenzlau) — село в Польщі, у гміні Влоцлавек Влоцлавського повіту Куявсько-Поморського воєводства.
У 1975-1998 роках село належало до Влоцлавського воєводства.